# Закан-Юрт
Закан-Юрт (рос. Закан-Юрт) — село у Ачхой-Мартановському районі Чечні Російської Федерації.
Населення становить 6713 осіб (2019). Входить до складу муніципального утворення Закан-Юртовське сільське поселення .

## Географія
Село Закан-Юрт розташоване на відстані 22 кілометри від районного центру Ачхой-Мартанова.

## Історія
Згідно із законом від 14 липня 2008 року органом місцевого самоврядування є Закан-Юртовське сільське поселення.

## Населення
| 1990  | 2002  | 2010  | 2012  | 2013  | 2014  | 2015  |
| ----- | ----- | ----- | ----- | ----- | ----- | ----- |
| 5093  | ↘4928 | ↗5835 | ↗5985 | ↗6155 | ↗6246 | ↗6296 |
| 2016  | 2017  | 2018  | 2019  |       |       |       |
| ↗6406 | ↗6492 | ↗6590 | ↗6713 |       |       |       |